# Franz Zimmermann (Maler)

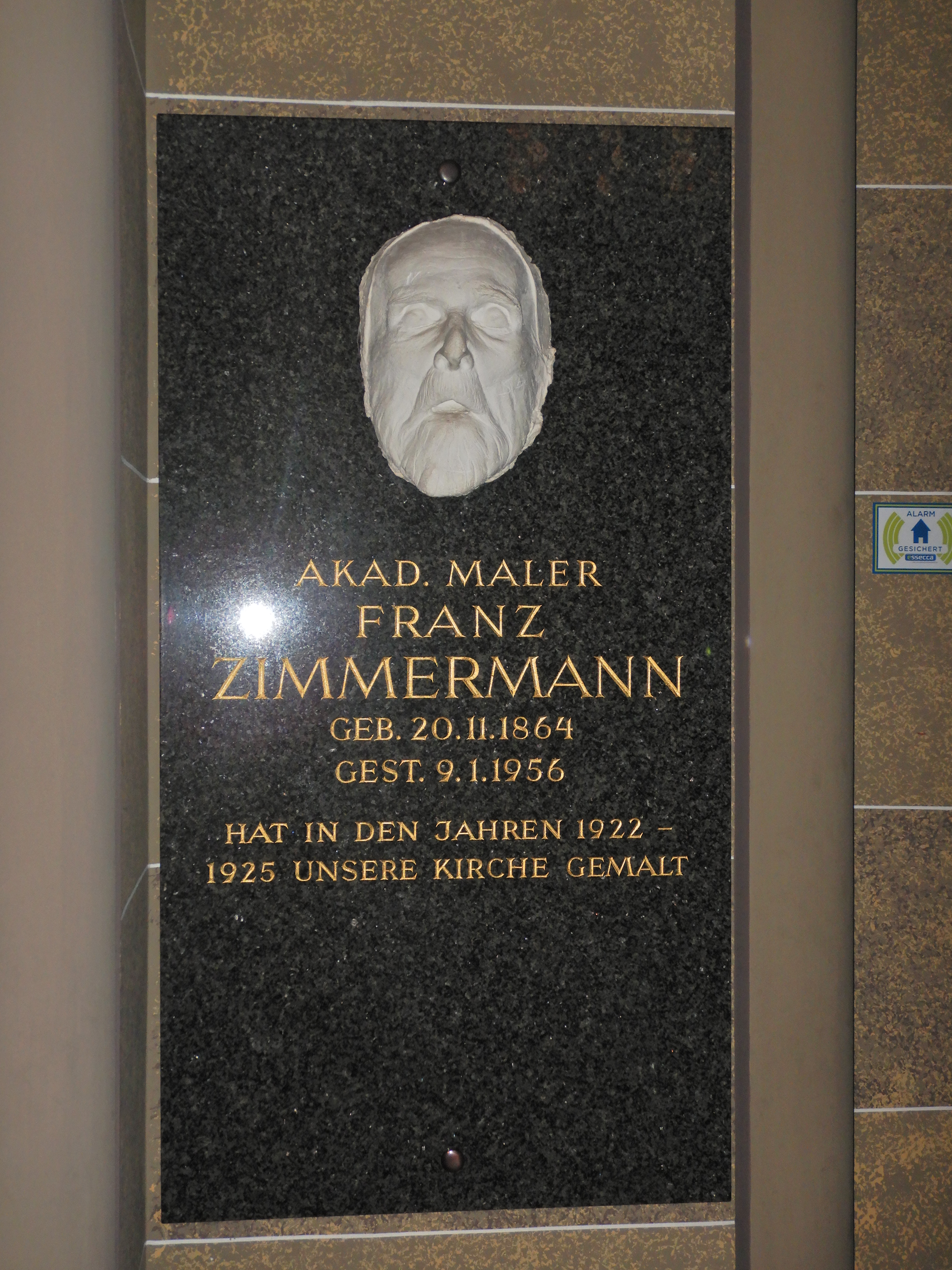
Gedenktafel für Franz Zimmermann

Franz Zimmermann (* 20. November 1864 in Linz; † 9. Jänner 1956 in Wien) war ein österreichischer Maler.

## Leben
Zimmermann studierte unter Leopold Carl Müller an der Akademie der bildenden Künste Wien und war zunächst als Genre- und Historienmaler tätig. In den Jahren von 1891 bis 1894 hielt er sich in Rom auf. Ab 1902 Mitglied des Wiener Künstlerhauses. 
Er führte auch Wandmalereien in Kirchen, wie zum Beispiel in der Kaiser-Franz-Josephs-Jubiläumskirche und der Herz-Jesu-Kirche im 3. Wiener Gemeindebezirk, aber auch Altargemälde aus, wie zum Beispiel das Altargemälde in der Breitenfelderkirche im 8. Wiener Gemeindebezirk oder das Altarbild darstellend die "Himmelfahrt Christi" in der evangelischen Bekenntniskirche in Weppersdorf. Zimmermann erhielt im Jahre 1911 den Philipp von Schöller-Preis.